# Bình Hòa, Vĩnh Cửu
Bình Hòa là một xã cũ thuộc huyện Vĩnh Cửu, tỉnh Đồng Nai, Việt Nam.

## Địa lý
Xã Bình Hòa có vị trí địa lý:
- Phía đông và phía nam giáp thành phố Biên Hòa
- Phía tây giáp tỉnh Bình Dương
- Phía bắc giáp xã Tân Bình và tỉnh Bình Dương.

Xã Bình Hòa có diện tích 6,72 km², dân số năm 2022 là 6.902 người, mật độ dân số đạt 1.027 người/km².

## Hành chính
Xã Bình Hòa được chia thành 2 ấp: Bình Thạch, Thới Sơn.

## Lịch sử
Ngày 28 tháng 9 năm 2024, Ủy ban Thường vụ Quốc hội ban hành Nghị quyết số 1194/NQ-UBTVQH15 về việc sắp xếp đơn vị hành chính cấp xã của tỉnh Đồng Nai giai đoạn 2023 – 2025 (nghị quyết có hiệu lực từ ngày 1 tháng 11 năm 2024). Theo đó, sáp nhập toàn bộ 6,72 km² diện tích tự nhiên và quy mô dân số là 6.902 người của xã Bình Hòa vào xã Tân Bình.